# Фейн, Джон, 9-й граф Уэстморленд
Джо́н Фе́йн, 9-й гра́ф Уэстморленд (англ. John Fane, 9th Earl of Westmorland; 5 мая 1728 — 25 апреля 1774) — британский аристократ и политический деятель, 9-й граф Уэстморленд (1771—1774).

## Биография
Джон Фейн был старшим сыном Томаса Фейна, 9-го графа Уэстморленд и его супруги Элизабет Свиммер, дочери Уильяма и Элизабет Свиммер. Получил образование в Вестминстерской школе, которую окончил в 1745 году. 
В 1762 году, его отец унаследовал семейные титулы и Джон стал членом парламента и заседал в Палате общин от избирательного округа Лайм-Реджис. 
В 1771 году унаследовал от отца титулы графа Уэстморленд и барона Бергерш. Скончался 25 апреля 1774 года в возрасте 45 лет, ему наследовал старший сын Джон.

## Семья
Первой супругой Джона Фейна была Августа Берти, дочь лорда Монтенгю Берти и Элизабет Пирс; у супругов было трое детей: Джон (1759—1841), Томас и дочь Августа. 
Второй женой Джона Фейна была леди Сьюзен Гордон, дочь Космо Джорджа Гордона, 3-го герцога Гордон и Кэтрин Гордон. У супругов было три дочери: Сьюзен, Элизабет и Мэри.